# セイル・アウェイ (ランディ・ニューマンのアルバム)
『セイル・アウェイ』（Sail Away）は、ランディ・ニューマンの3作目のスタジオ・アルバムである。
レニー・ワロンカーとラス・タイトルマンによってプロデュースされ、1972年5月23日にアメリカ合衆国でリプリーズ・レコードより発売となった。全曲がニューマンによって作詞作曲されているが、そのうち何曲かは既に他のアーティストによってレコーディングされていたものである。

## 楽曲
他のニューマンの初期のアルバム同様、いくつかの収録曲は他のアーティストによってレコーディング済みのものが含まれている。本作の場合「Simon Smith And The Amazing Dancing Bear」はアラン・プライスの1967年の英国におけるヒットとなっており、またハリー・ニルソンが1969年のアルバム『Harry（邦題：ハリー・ニルソンの肖像）』で取り上げている。「Dayton, Ohio - 1903」は1969年にビリー・J・クレイマーがシングルとしてリリースしており、また1970年のアルバム『Nilsson Sings Newman』でニューマンとニルソンはこの曲を一緒にレコーディングしている。ニューマン自身、「Last Night I Had A Dream」をこれ以前にレコーディングしており、1968年9月にシングルとしてリリースしている。『Sail Away』収録のバージョンは再録音であり、異なるアレンジが施されている。
「He Gives Us All His Love」は、元々は1971年の映画『Cold Turkey（邦題：タバコのなくなる日）』のためにニューマンによって書かれレコーディングされたものであった。そのバージョンはより簡素でゆったりとしたテンポで演奏されている。この映画のサウンドトラック盤は制作されなかった。
「You Can Leave Your Hat On」は1986年になってジョー・コッカーがカバーし、彼のバージョンはキム・ベイシンガー出演の映画『9½ Weeks（邦題：ナインハーフ）』のサウンドトラックでフィーチャーされた。トム・ジョーンズのバージョンは1997年の映画『The Full Monty（フル・モンティ）』のサウンドトラックに収録されている。
「Lonely At The Top」は特にフランク・シナトラを念頭に書かれた曲だったが、彼がレコーディングすることはなかった。ニューマン自身は、この前作『Randy Newman Live』（1971年）でソロのライヴ・パフォーマンスをリリースしている。

## 再発
本作は、2002年5月5日、ライノ・レコードよりいくつかの未発表ボーナス・トラック付きで再発となっている。

## 評価と楽曲の利用
2000年、『Sail Away』はコリン・ラーキンの『All Time Top 1000 Albums』において582位に選ばれている。同年、ローリング・ストーン誌の『500 Greatest Albums of All Time（歴代最高のアルバム500選）』で268位にランク付けされた。本作はまた書籍『1001 Albums You Must Hear Before You Die』の中でも取り上げられている。
ブライアン・ウィルソンは、リリース時に本作が彼に大きな影響を与え、更なるうつや精神疾患の症状に陥るのを一時的に防いでくれたと語っている。具体的にウィルソンは、ビーチ・ボーイズの「Mount Vernon and Fairway」EPの歌詞を書いているとき、「Sail Away」を繰り返し聴いていたとしている。2021年、ウィルソンはスピン誌において自身の『ないと生きていけない5枚のアルバム』の3位に『Sail Away』を挙げている。
「Burn On」は、1989年の映画『Major League（メジャーリーグ）』の冒頭のクレジット部分で流れている。監督のデヴィッド・S・ウォードによると、彼がこの曲を選んだ理由は、映画の舞台となったオハイオ州クリーブランドについて歌った楽曲はこれしか知らなかったからだという。この楽曲のコーラスの部分「burn on, big river, burn on（大河よ燃え続けろ）」は、1969年にカヤホガ川が環境汚染によって火事に遭ったことを歌ったものである。
「Old Man」は、2017年のノア・バームバック監督の映画『The Meyerowitz Stories（邦題：マイヤーウィッツ家の人々 (改訂版) ）』のエンドロールの部分で流れている。

## 収録曲
| 全作詞・作曲: Randy Newman。 |                                                                          |              |              |      |
| #                            | タイトル                                                                 | 作詞         | 作曲・編曲   | 時間 |
| 1.                           | 「Sail Away（セイル・アウェイ）」                                        | Randy Newman | Randy Newman | 2:56 |
| 2.                           | 「Lonely At The Top（ロンリー・アット・ザ・トップ）」                    | Randy Newman | Randy Newman | 2:32 |
| 3.                           | 「He Gives Us All His Love（愛をふりまくあいつ）」                       | Randy Newman | Randy Newman | 1:53 |
| 4.                           | 「Last Night I Had A Dream（昨夜の夢）」                                 | Randy Newman | Randy Newman | 3:01 |
| 5.                           | 「Simon Smith And The Amazing Dancing Bear（サイモン・スミスと踊る熊）」 | Randy Newman | Randy Newman | 2:00 |
| 6.                           | 「Old Man（オールド・マン）」                                            | Randy Newman | Randy Newman | 2:42 |

| #   | タイトル                                             | 作詞 | 作曲・編曲 | 時間 |
| --- | ---------------------------------------------------- | ---- | ---------- | ---- |
| 7.  | 「Political Science（ポリティカル・サイエンス）」    |      |            | 2:00 |
| 8.  | 「Burn On（バーン・オン）」                          |      |            | 2:33 |
| 9.  | 「Memo To My Son（息子への手紙）」                   |      |            | 1:56 |
| 10. | 「Dayton, Ohio - 1903（デイトン・オハイオ 1903）」   |      |            | 1:47 |
| 11. | 「You Can Leave Your Hat On（帽子はそのままで）」    |      |            | 3:18 |
| 12. | 「God's Song (That's Why I Love Mankind)（神の歌）」 |      |            | 3:36 |

| #   | タイトル | 作詞 | 作曲・編曲 | 時間 |
| --- | --- | ---- | ---------- | ---- |
| 13. | 「Let It Shine（レット・イット・シャイン）」(未発表デモ)                                                     |      |            | 1:40 |
| 14. | 「Maybe I'm Doing It Wrong（メイ･ビー･アイム・ドゥーイング・イット・ロング）」(未発表スタジオ・ヴァージョン) |      |            | 1:21 |
| 15. | 「Dayton, Ohio - 1903（デイトン・オハイオ 1903）」(未発表初期ヴァージョン)                                   |      |            | 1:53 |
| 16. | 「You Can Leave Your Hat On（帽子はそのままで）」(未発表デモ)                                                |      |            | 2:45 |
| 17. | 「Sail Away（セイル・アウェイ）」(未発表初期ヴァージョン)                                                    |      |            | 3:18 |

## チャート動向
| チャート (1972年)                                | 最高位 |
| ------------------------------------------------ | ------ |
| 米国 (Billboard 200)                             | 163位  |
| オーストラリア（ケント・ミュージック・レポート） | 42位   |

## 参加ミュージシャン
- ランディ・ニューマン Randy Newman – ピアノ、ボーカル
- ライ・クーダー Ry Cooder – スライドギター（「Last Night I Had A Dream」、「You Can Leave Your Hat On」）
- ラス・タイトルマン Russ Titelman – ギター
- ジム・ケルトナー Jim Keltner – ドラムス
- ジーン・パーソンズ Gene Parsons – ドラムス
- アール・パーマー Earl Palmer – ドラムス
- クリス・エスリッジ Chris Ethridge – ベースギター
- ウィルトン・フェルダー Wilton Felder – ベースギター
- ジミー・ボンド Jimmy Bond – ベースギター
- ミルト・ホランド Milt Holland – パーカッション
- ルイス・カウフマン Louis Kaufman – コンサートマスター
- エイブ・モースト Abe Most – アルト・サクソフォーン (「Lonely at the Top」）

技術スタッフ
- レニー・ワロンカー Lenny Waronker – 共同プロデューサー
- ラス・タイトルマン Russ Titelman – 共同プロデューサー
- ランディ・ニューマン Randy Newman – アレンジャー
- エミール・ニューマン Emil Newman – 指揮者（「Sail Away」、「Burn On」)
- ラリー・マークス Larry Marks – 指揮者（「Old Man」）
- リー・ハーシュバーグ Lee Herschberg – エンジニア、ミキシング
- ブルース・ボトニック Bruce Botnick – エンジニア
- ボブ・コヴァックBob Kovach – エンジニア
- ドン・ランディー Donn Landee – エンジニア
- ハロルド・"ランキー"・リンストロット Harold "Lanky" Linstrot – エンジニア
- ジュディ・メイゼル Judy Maizel – プロダクション・アシスタント
- トゥルーディ・ポーチ Trudy Portch – プロダクション・アシスタント
- マイク・サリスベリー Mike Salisbury – グラフィックス、写真